# 河内町入野
河内町入野（こうちちょうにゅうの）とは、広島県東広島市の町名。概ねかつての賀茂郡入野村に相当する。
本項では便宜上、隣接する河内臨空団地（こうちりんくうだんち）についても解説する。

## 概要
全体的に山地、もしくは農村が多く、自然の多い地域となっている。近年では河内IC周辺のエリアを中心に工場の誘致が進んでいる。1993年に隣接する豊田郡本郷町（現三原市）に広島空港が移転してきてからは、河内ICが空港の玄関口の一つとして機能している。
河内町入野は住居表示未実施、河内臨空団地は住居表示実施済である。
2010年12月6日には河内町入野の一部（グリューネン入野）が入野中山台として分離され、住居表示が実施された。さらに、2012年10月1日には河内町入野の一部区域をもって河内臨空団地が設置され、住居表示が実施された。

## 交通

### 鉄道
- JR山陽本線 - 入野駅

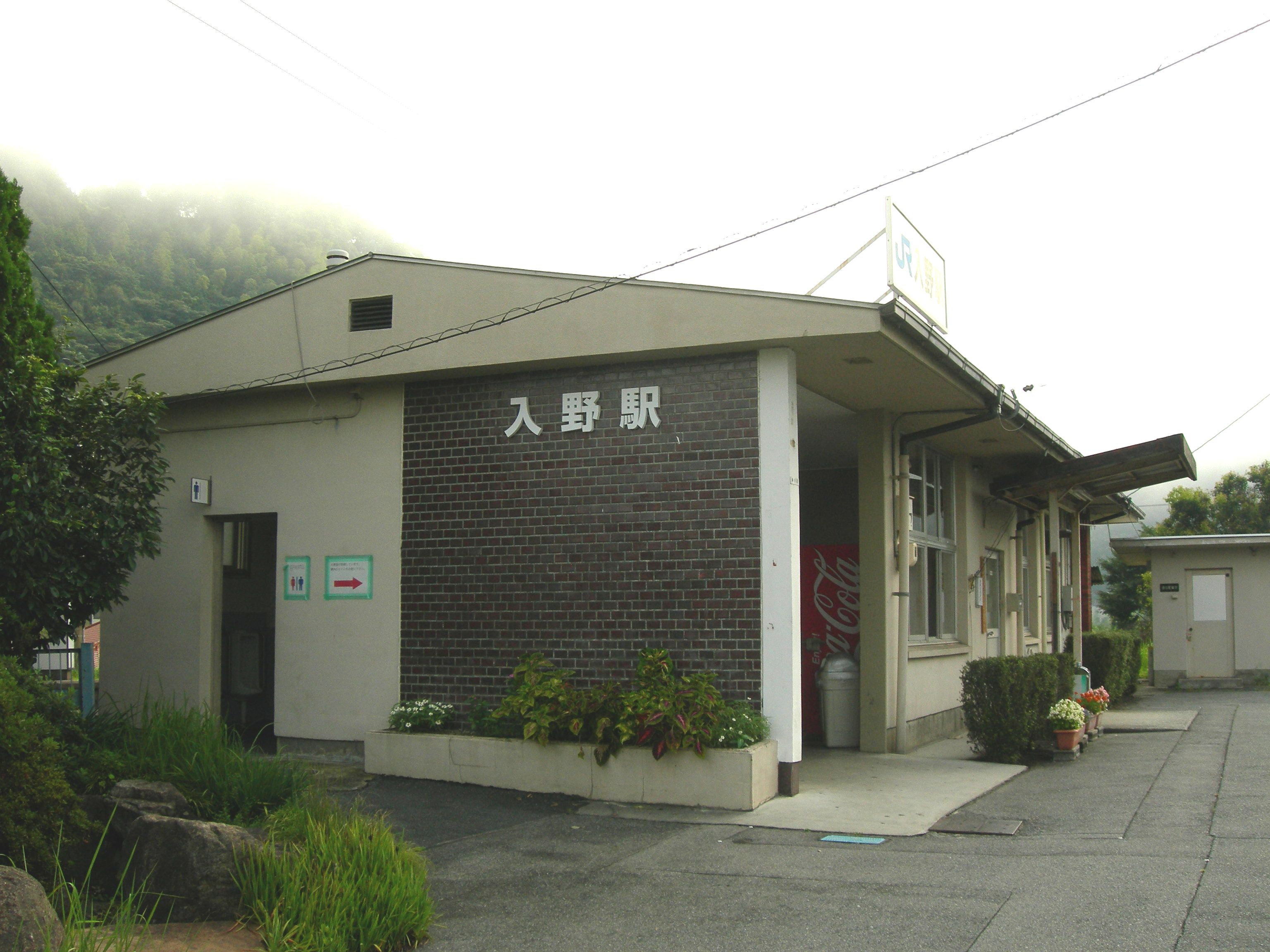
入野駅

このほか、山陽新幹線が町内をわずかに通過するものの、駅はない。河内臨空団地には一切鉄道路線は通っていない。

### バス

#### 高速バス
芸陽バスがかぐや姫号を運行しており、河内ICを経由する。
- 広島バスセンター - 河内IC - 竹原港 - 忠海駅

#### 路線バス
芸陽バスが以下の路線を運行している。
- 高屋東工業団地・ネオポリス北 - 白市駅 - 河内IC - 広島空港
- ネオポリス北 - 白市駅 - 臨空団地入口 - 広島空港

河内臨空団地には路線バスは一切乗り入れない。「臨空団地入口」バス停が最寄りとなる。

### 道路

#### 高速道路
- 山陽自動車道 - 河内IC

#### 一般国道
- 国道432号線

#### 主要地方道
- 広島県道49号本郷大和線
- 広島県道59号東広島本郷忠海線
- 広島県道73号広島空港線 - 河内ICと並んで広島空港へのアクセスを担っている。

## 施設・名所など
- 竹林寺
- 入野郵便局
- 東広島市消防局東分署
- 安芸カントリークラブ
- 崇徳高校入野グラウンド
- 入野光保育園

なお、東広島市立入野小学校は入野中山台にある。

## 学区
公立小学校に通学する場合、入野小学校ならびに河内中学校に通学することになる。

## 世帯数・人口
2024年9月末での世帯数・人口は以下の通りである。
- 河内町入野：674世帯、1295人
- 河内臨空団地：1世帯、1人